# پیرو اسکاتی
پیرو اسکاتی (ایتالیایی: ‎Piero Scotti‎؛ زادهٔ ۱۱ نوامبر ۱۹۰۹ در فلورانس، درگذشتهٔ ۱۴ فوریهٔ ۱۹۷۶) رانندهٔ مسابقات اتومبیل‌رانی فرمول یک اهل ایتالیا بود که در فصل ۱۹۵۶ در مجموع در یک گراند پری شرکت کرد، اما موفق به کسب هیچ امتیازی نشد.
اسکاتی در ۱۴ فوریهٔ ۱۹۷۶ درگذشت.